# Rumian żółty
Rumian żółty, rumian barwierski (Cota tinctoria, syn. Anthemis tinctoria L.) – gatunek rośliny z rodziny astrowatych. Według nowszych ujęć taksonomicznych (wyodrębniających rodzaj Cota z rodzaju rumian Anthemis) prawidłowa nazwa gatunku to Cota tinctoria (L.) J.Gay. Występuje w stanie dzikim w Europie, zachodniej i północnej Azji. Zawleczony i zadomowiony w Ameryce Północnej, na Wyspach Kanaryjskich, południowej Australii, Nowej Zelandii i na Dalekim Wschodzie. W Polsce często spotykany na północy kraju oraz w pasie wyżyn, rzadziej w części środkowej i na południowym wschodzie.

## Morfologia

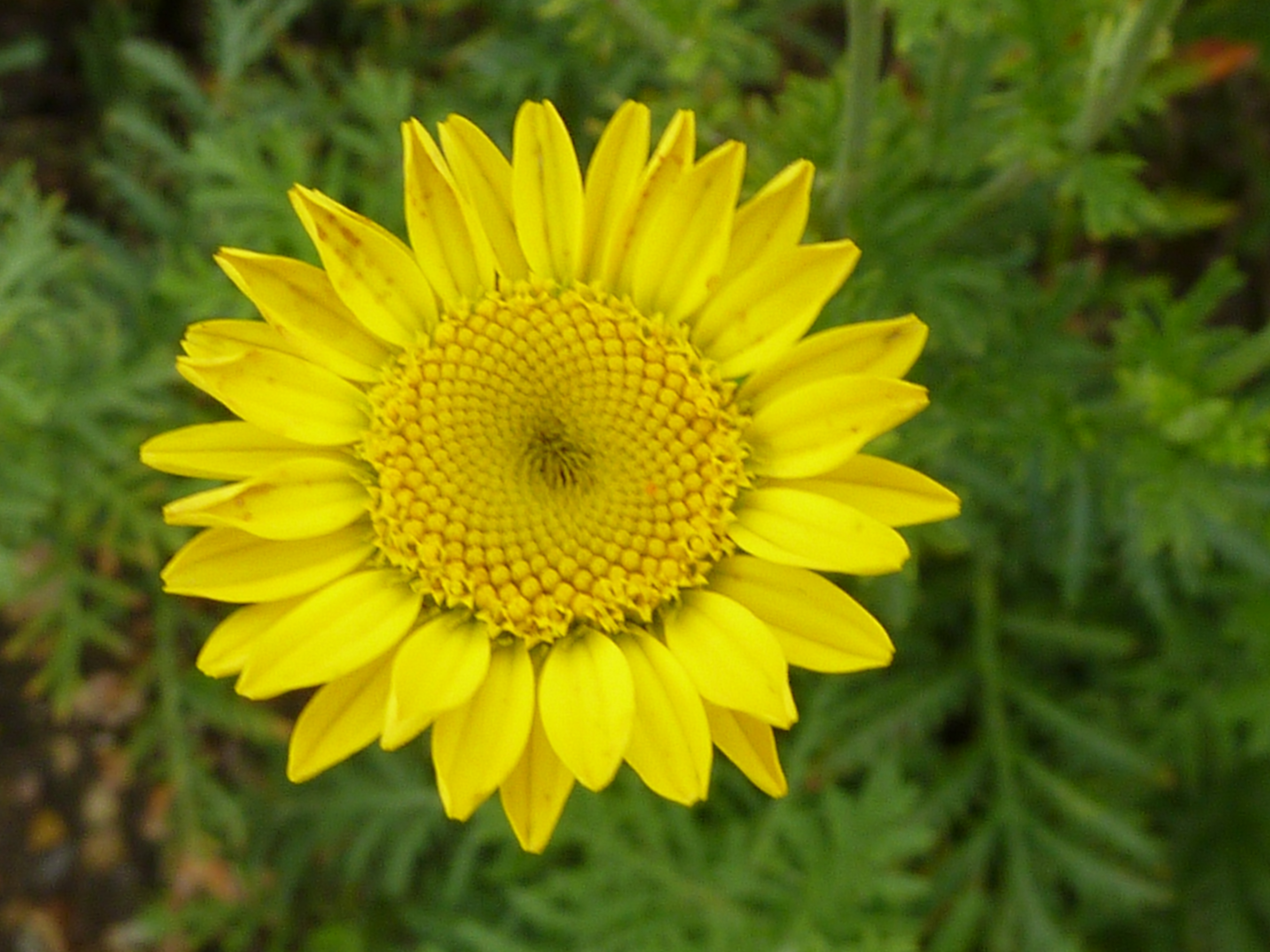
Koszyczek kwiatowy

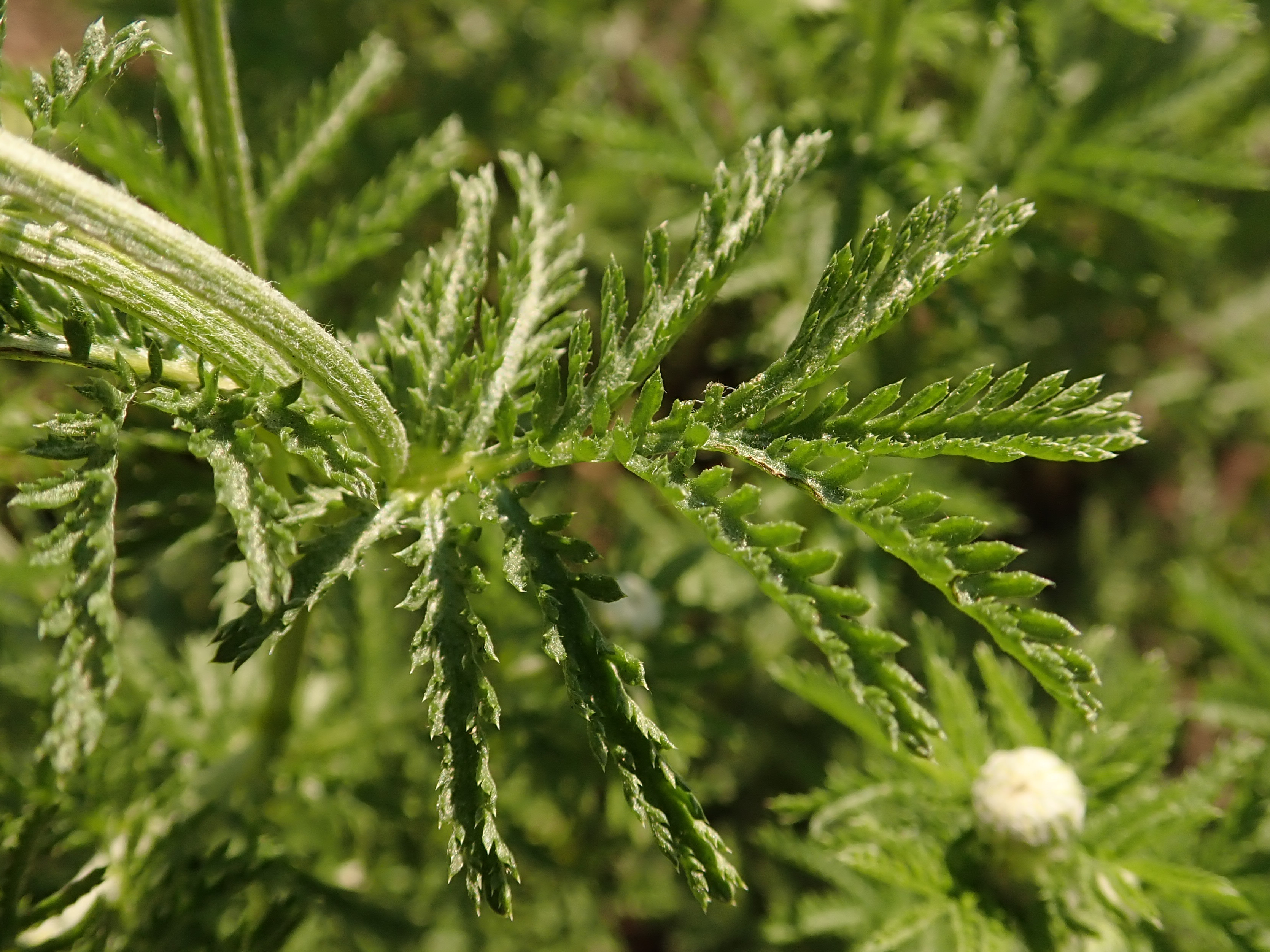
Liść

PokrójRoślina zielna, ale z drewniejącym kłączem. Łodyga osiąga wysokość do 60 cm, jest szarozielona i krótko owłosiona, przy czym owłosienie jest zmienne od gęstego do niemal zupełnego jego braku. Łodyga jest drobno bruzdowana i miotlasto rozgałęziona.
LiścieDość gęste, w zarysie jajowate, do 5 cm długości, pierzastosieczne. Oś liścia ząbkowana. Poszczególne łatki pierzastodzielne lub głęboko ząbkowane. Odcinki drugiego rzędu lancetowate, skośnie skierowane ku górze, zwieńczone szczecinką.
KwiatyZebrane w koszyczki, które powstają pojedynczo na końcach łodyg, ale z powodu silnego rozgałęziania się pędu są one liczne. Osiągają średnicę od 2 do 3,5 cm. Okrywa jest miseczkowata, tworzona przez 2–3 szeregi listków. Listki okrywy są żółtawozielonawe z ciemnym nerwem, od zewnątrz zwykle kędzierzawo owłosione. W górnej części błoniasto obrzeżone. Dolne listki są lancetowate, górne są bardziej zaokrąglone, na szczycie frędzlowate. Na półkulistym dnie koszyczka znajdują się podługowate i ostro zakończone plewinki. Kwiaty języczkowate są intensywnie złotożółte, długości do 1 cm, w liczbie od 20 do 30. Kwiaty rurkowate są obupłciowe, żółte i osiągają do 0,4 cm długości.
OwoceNiełupki o długości 2 mm, jasnobrązowe, kanciaste i ze szczątkowym kielichem.

## Biologia i ekologia
Bylina, hemikryptofit. Kwitnie od czerwca do września. 
Rośnie w suchych murawach, na przydrożach, rzadko na suchych polach. W klasyfikacji zbiorowisk roślinnych gatunek charakterystyczny dla O. Festucetalia valesiacae. Liczba chromosomów 2n = 18.

## Mieszańce i zmienność
Rośliny tego gatunku tworzą mieszańce z rumianem austriackim, rumianem polnym, rumianem psim, rumianem ruskim. 
Gatunek zróżnicowany na osiem podgatunków:
- Cota tinctoria subsp. australis (R.Fern.) Oberpr. & Greuter
- Cota tinctoria subsp. euxina (Boiss.) Oberpr. & Greuter
- Cota tinctoria subsp. fussii (Griseb. & Schenk) Oberpr. & Greuter
- Cota tinctoria subsp. gaudium-solis (Velen.) Oberpr. & Greuter
- Cota tinctoria subsp. parnassica (Boiss. & Heldr.) Oberpr. & Greuter
- Cota tinctoria subsp. sancti-johannis (Stoj. & al.) Oberpr. & Greuter
- Cota tinctoria subsp. tinctoria
- Cota tinctoria subsp. virescens (Bornm.) Oberpr. & Greuter

## Zastosowanie
- Roślina ozdobna – chętnie sadzona na rabatach, nadaje się do ogródków skalnych. Formę typową uprawia się rzadko, częściej uprawiane są odmiany ozdobne, np. 'E. C. Buxton' o delikatnie żółtych kwiatach.
- Dawniej rośliny tego gatunku wykorzystywane były jako źródło żółtego barwnika[11].

## Uprawa
Roślina bardzo łatwa w uprawie. Jest całkowicie mrozoodporna (strefy mrozoodporności 4–10). Najlepiej rośnie w pełnym słońcu, na przepuszczalnej glebie. Można uprawiać z nasion. Łatwo rozmnaża się przez podział jesienią lub wiosną, można też przez sadzonki pobierane latem. Zakwita późnym latem. Po przekwitnieniu roślinie przycina się przekwitłe kwiatostany, jesienią obcina się całą roślinę tuż przy ziemi. Na wiosnę odnawia się ona z podziemnych kłączy.